# 人魚の眠る家
『人魚の眠る家』（にんぎょのねむるいえ）は、東野圭吾による長編ヒューマンミステリー小説。東野圭吾デビュー30周年記念作品。2015年11月18日に幻冬舎より単行本が刊行された。2018年に映画化された。

## あらすじ
夫の浮気が原因で別居していた和昌と薫子は、娘の瑞穂が有名私立小学校の受験を終えたら離婚するつもりでいた。円満な夫婦関係を装うため、面接試験の予行演習を控えていたある日。薫子の母と妹たちとプールに行った瑞穂が、プールの排水溝の網に指を挟み、抜けなくなって溺れてしまう。
病院に駆けつけた和昌と薫子は、集中治療室に運ばれた娘が脳死状態であると告げられ、医師から厳しい選択を迫られる。二度と目を覚まさない娘の臓器を提供すべきか否か。他人を思いやる優しい瑞穂を偲び、二人は一度は臓器提供を決断する。しかし、最期の日、薫子は瑞穂の手がかすかに動くのを目撃してしまう。
薫子は臓器提供を拒否し、心臓は動き続けるものの意識が戻らない瑞穂を、家族の協力を得ながら介護し続ける。IT系機器メーカー・ハリマテクスを経営する和昌は、人工呼吸器を外して人工知能呼吸コントロールシステムを瑞穂に装着する手術を受けさせる。さらに社員の協力を得て、瑞穂の筋肉に電気信号を流すことで手足を動かせるようにし、筋肉量の維持を図る。
その後、瑞穂の体調は安定し、まるで眠っているかのように成長していく。しかし、脳死したはずの瑞穂が動くことに嫌悪感を抱く人も現れ、その偏見の目は瑞穂の弟・生人にまで及ぶ。薫子を気遣い、これまで瑞穂の状態への違和感を口に出せずにいた家族だったが、次第に瑞穂の回復は難しいのではないかと考えるようになる。そんな中、瑞穂の体調は急激に悪化し始める。

## 登場人物
播磨 薫子（はりま かおるこ）
和昌と結婚し二児をもうけるが、夫との関係に悩み精神的に不安定となる。
播磨 和昌（はりま かずまさ）
薫子の夫でIT機器メーカー・ハリマテクスの社長。仕事に没頭し、家族への関心は薄い。
播磨 瑞穂（はりま みずほ）
和昌と薫子の長女。6歳の時プールで事故に遭い脳死と判定され、その後植物状態で薫子の介護を受けながら生きる。
播磨 生人（はりま いくと）
和昌と薫子の長男で瑞穂の2歳下の弟。かつては姉と仲が良かったが、次第に姉が原因でいじめを受けそうになり、「瑞穂は死んだ」と言うようになる。
星野 祐也（ほしの ゆうや）
障害者支援の最先端技術であるBMIを研究するハリマテクスの社員。
その技術（Artificial Neural ConnectionによってANCが実現すること）によって、眠ったままの瑞穂の体を動かせるようにする。
川嶋 真緒（かわしま まお）
星野の恋人。頻繁に播磨家を訪れる星野を尾行し、意識がないにも関わらず体が動く瑞穂を目撃する。
美晴（みはる）
薫子の2歳下の妹。瑞穂の介護に協力する。
千鶴子（ちづこ）
薫子と美晴の母親。孫である瑞穂を事故に遭わせてしまったことに責任を感じている。
若葉（わかば）
美晴の娘で瑞穂と同い年の従妹。瑞穂が事故に遭った日、プールで一緒に遊んでおり、自分のせいで瑞穂が事故に遭ったと誰にも言えずに抱え込んでいる。
進藤（しんどう）
脳神経外科医で瑞穂の主治医。
榎田 博貴（えのきだ ひろき）
夫との関係に悩む薫子が通っていたクリニックの医師。瑞穂の事故まで個人的な関係を続けていた。
播磨 多津朗（はりま たつろう）
和昌の父であり、ハリマテクスの創業者。
宗吾（そうご）
小学5年生の少年。大きな家で人魚のように眠る少女を目撃する。

## 書誌情報
- 単行本：2015年11月18日発売[1]、幻冬舎、ISBN 978-4-344-02850-0
- 文庫本：2018年5月30日発売[3]、幻冬舎文庫、ISBN 978-4-344-42730-3

## 映画
2018年11月16日に全国公開。配給：松竹。監督は堤幸彦、主演は篠原涼子。
第31回東京国際映画祭特別招待作品GALAスクリーニングに選出された。

### キャスト
- 播磨薫子：篠原涼子[2]
- 播磨和昌：西島秀俊[2]
- 星野祐也：坂口健太郎[8]
- 川嶋真緒：川栄李奈[8]
- 美晴：山口紗弥加[9]
- 進藤：田中哲司[9]
- 薫子の父：斉木しげる
- 門脇：大倉孝二
- 江藤：駿河太郎
- 警察官：ミスターちん
- 池内徹也：遠藤雄弥
- ハリマテクスの役員：利重剛
- 播磨瑞穂：稲垣来泉
- 播磨生人：斎藤汰鷹
- 若葉：荒川梨杏
- 宗吾：荒木飛羽
- 播磨多津朗：田中泯[8]
- 千鶴子：松坂慶子[8]

### スタッフ
- 原作：東野圭吾『人魚の眠る家』（幻冬舎文庫）
- 監督：堤幸彦
- 脚本：篠崎絵里子
- 音楽：アレクシス・フレンチ（オリジナル・サウンドトラック：Sony Music Japan International）[10]
- 主題歌：絢香「あいことば」（A stAtion）[11]
- 製作：大角正、石原隆、木下直哉、吉崎圭一、見城徹、瀧藤雅朝、田中祐介
- エグゼクティブプロデューサー：吉田繁暁、臼井裕詞
- プロデューサー：新垣弘隆、梶本圭、井上潔
- 共同プロデューサー：日高峻
- 撮影：相馬大輔
- 照明：佐藤浩太
- 美術：磯見俊裕
- 録音：反町憲人
- サウンドデザイン：石坂紘行
- 編集：洲﨑千恵子
- 記録：井手希美
- スケジュール：白石達也
- 装飾：柳澤武
- 衣装：宮本まさ江
- ヘアメイク：市川温子
- VFXスーパーバイザー：岩﨑朋之
- 助監督：稲留武
- Bカメラ：古長真也
- 制作担当：篠宮隆浩
- 音楽プロデューサー：茂木英興、宮地祐輔
- 宣伝プロデューサー：古森由夏
- アソシエイトプロデューサー：秋吉朝子
- 制作プロダクション：オフィスクレッシェンド
- 企画・配給：松竹
- 製作：「人魚の眠る家」製作委員会（松竹、フジテレビジョン、木下グループ、電通、幻冬舎、ジャパン・ミュージックエンターテインメント、GYAO）

### 受賞
- 第43回報知映画賞
  - 主演女優賞 - 篠原涼子 ※『SUNNY 強い気持ち・強い愛』と合わせて受賞[12][13]。
- 第42回日本アカデミー賞
  - 優秀主演女優賞 - 篠原涼子[14]